# Ameugny
Ameugny – miejscowość i gmina we Francji, w regionie Burgundia-Franche-Comté, w departamencie Saona i Loara.
Według danych na rok 1990 gminę zamieszkiwały 143 osoby, a gęstość zaludnienia wynosiła 22 osoby/km² (wśród 2044 gmin Burgundii Ameugny plasuje się na 768. miejscu pod względem liczby ludności, natomiast pod względem powierzchni na miejscu 1145.).
Wioska Ameugny położona jest na wysokim wzgórzu. W bliskim sąsiedztwie (0,5 km) znajduje się wioska Taizé. Najstarszym budynkiem w Ameugny jest romański kościół Notre Dame d'Ameugny. Kościół powstał pod koniec XI wieku. Inne zabytkowe budynki to: cmentarz parafialny, szkoła i budynek merostwa. We wiosce pracują siostry od Św. Andrzeja, które pomagają braciom ze Wspólnoty Taizé podejmować pielgrzymów.

## Historia
Nazwa miejscowości wywodzi się od terminu Almoniacus, który w łacinie ludowej oznaczał należący do rodu Almos. Ów ród rządził okolicznymi terenami od ok. 600–930 n.e. Wioska powstała ok. 900 n.e. jako mała osada.

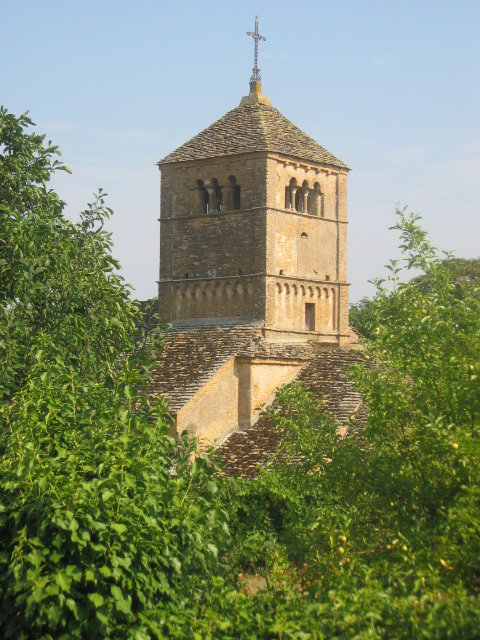
Kościół w Ameugny